# أوسكار براون
أوسكار براون (بالإنجليزية: Oscar Brown)‏ هو لاعب كرة قاعدة أمريكي، ولد في 8 فبراير 1946 في لونغ بيتش في الولايات المتحدة.